# Agriomelissa aethiopica
Agriomelissa aethiopica là một loài bướm đêm thuộc họ Sesiidae. Nó được tìm thấy ở Ethiopia.